# 金くれ
金くれ（かねくれ）とは、2009年10月に開設されたネット乞食の為の口座情報登録サイト。
2010年よりTwitterのアカウントを使ってログインする仕組みに変わった。
ログインした上でサイト内に口座情報と振り込まれたらすることやメッセージを公表することで閲覧者からの振込みを待つというもの。Twitterでフォロワーを7000人強抱えるフリーライターが銀行口座を公表してみたところ数日で20万円を超える金額が集まったという。